# Хлебная (приток Малого Кинеля)
Хле́бная (в верховьях — овраг Бельцев, овраг Хлебный) — река в Бузулукском и Бугурусланском районах Оренбургской области, левый приток реки Малый Кинель. Длина реки составляет 16 км. Площадь водосборного бассейна — 73,6 км².
Начинается юго-западнее деревни Бурновка. Течёт в северном направлении мимо посёлка Рабочий. Впадает в Малый Кинель н а высоте 65,6 м над уровнем моря.
Основной приток — овраг Немов (Ржавец, Хлебная) — впадает слева в 5,4 км от устья.

## Данные водного реестра
По данным государственного водного реестра России относится к Нижневолжскому бассейновому округу, водохозяйственный участок реки — Большой Кинель от истока и до устья, без реки Кутулук от истока до Кутулукского гидроузла. Речной бассейн реки — Волга от верхнего Куйбышевского водохранилища до впадения в Каспий.
Код объекта в государственном водном реестре — 11010000812112100008326.